# Cantó de Marennes
El cantó de Marennes és un cantó francès del departament del Charente Marítim, al districte de Rochefort. Té 7 municipis i el cap és Marennes.

## Municipis
- Bourcefranc-le-Chapus
- Le Gua
- Hiers-Brouage
- Marennes
- Nieulle-sur-Seudre
- Saint-Just-Luzac
- Saint-Sornin

| Data d'elecció                           | Identitat       | Partit               | Qualitat |
| ---------------------------------------- | --------------- | -------------------- | -------- |
| 1945-1949                                | M. Martin       | SFIO                 |          |
| 1949-19..                                | M. Gallois      | RPF                  |          |
| 19..-1955                                | M. Feuillet     | Divers droite        |          |
| 1955-19..                                | Marcel Boyard   | radical, després MRG |          |
| 19..-1998                                | Pierre-Jean Hay | RPR                  |          |
| 1998-2004                                | Roger Hattabe   | Divers droite        |          |
| 2004-2011                                | Marc Pellacœur  | Divers droite        |          |
| 2011-                                    | Mickaël Vallet  | PS                   |          |
| les dades anteriors no són pas conegudes |                 |                      |          |
|                                          |                 |                      |          |

| A partir de 1990: Població sense dobles comptes |